# Dünkirchenschild

Grafische Darstellung des Dünkirchenschildes

Der Dünkirchenschild war ein Traditionsabzeichen, das während des Zweiten Weltkriegs verliehen wurde.

## Hintergrund zur Schaffung dieser Auszeichnung
In einer Weisung vom 4. September 1944 hatte Adolf Hitler Dünkirchen zur Festung erklären lassen. Der Festungsbegriff umfasste dabei den Hafen selbst sowie die Stadt Dünkirchen. Im Rahmen der Verteidigung der Festung Dünkirchen, die durch die Invasion der Alliierten in der Normandie ihren Anfang nahmen, entstand unter der Führung von Vizeadmiral Friedrich Frisius schon bald der Gedanke, eine Art Erinnerungsschild für die eingeschlossenen 12.000 bis 15.000 deutschen Verteidiger zu schaffen. Die Festung Dünkirchen kapitulierte schließlich am 9. Mai 1945 gegenüber französischen, britischen und tschechischen Einheiten. Während der Belagerungszeit ließ Frisius den sogenannten Dünkirchenschild aus behelfsmäßigen Metallvorräten herstellen und an die Soldaten von Heer, Kriegsmarine und wohl auch an eine unbekannte Anzahl von Wehrmachtsgefolge austeilen, um deren Gemeinschaftsgefühl zu stärken. Die „Verleihung“ des Schildes wurde mit der Eintragung in das Soldbuch bestätigt.

## Begriffsabgrenzung
Fälschlicherweise wird im Zusammenhang mit dem „Dünkirchenschild“ immer wieder von einem Ärmelschild gesprochen, der seit Ausbruch des Zweiten Weltkrieges in der Wehrmacht mit Stiftung des Narvikschildes ihren Ursprung hatte. Diese Annahme ist jedoch nicht richtig. Der Dünkirchenschild war niemals als Ärmelschild gedacht gewesen, sondern wurde an der linken Seite der Feldmütze, ähnlich dem Edelweiß der Gebirgstruppen, getragen.

## Inoffizielle Auszeichnung
Bei dem Dünkirchenschild handelt es sich nicht um ein Waffen- bzw. Kampfabzeichen der Wehrmacht, da – ähnlich dem Fernspähtruppabzeichen
– weder seine Stiftung noch die Verleihung offiziell erfolgten. Der Dünkirchenschild wurde deshalb auch nur als „Traditionsabzeichen“ angesehen. Mit der Eintragung in das Soldbuch entstand auch kein Anspruch auf offizielle Annahme des Schildes durch das Bundesministerium des Innern. Daher ist dieser Schild nicht in das Gesetz über Titel, Orden und Ehrenzeichen vom 26. Juli 1957 aufgenommen worden.

## Aussehen
Der Dünkirchenschild wurde aus verbliebenen Metallvorräten (Eisenblech und Buntmetall) hergestellt. Seine Breite beträgt ca. 34 mm und seine Höhe 41 mm. Die Form entspricht dabei der Schildform, wobei mittig der Leuchtturm von Dünkirchen dargestellt wird. Links ist die Zahl 19 und rechts daneben die Jahreszahl 44 eingestanzt (1944). Über den Leuchtturm ist in Großbuchstaben DUENKIRCHEN zu lesen. Auf der unteren Seite des Schildes befindet sich eine Ankerkette und das Relief von aufgeworfenen Meereswellen.